# Soueast
South East (Fujian) Motor Co., Ltd. (chinois : 东南 汽车 ; pinyin : Dōngnán Qìchē) est un constructeur automobile chinois basé à Fuzhou, Fujian. Elle fabriquait des voitures particulières de marque Mitsubishi destinées à la vente en Chine continentale, une coentreprise entre China Motor Corporation (25 %), Fujian Motor Industry Group (50 %) et Mitsubishi Motors (25 %) avant son acquisition par Chery en 2024,,,,.

## Histoire
Soueast Motor a été fondée en novembre 1995 en tant que co-entreprise entre China Motor Corporation et Fujian Motor Industry Group,. Mitsubishi est devenu partenaire de la coentreprise qu'en 2006.
En avril 2008, Soueast a remporté un contrat pour fournir 5 700 minibus Delica à l'Iranian Mehreghan Co,. La même année, Jackie Chan a été embauché comme ambassadeur de la marque Mitsubishi pour les marchés de Chine continentale.
Début 2011, Soueast avait une capacité de production annuelle d'environ 180 000 unités, mais ce chiffre devait passer à 300 000 avec l'achèvement des travaux en cours, qui pourrait avoir été terminé début 2012.
Bien que la concurrence soit féroce, la niche présente des avantages dans le segment de marché, ce qui lui a valu un certain degré d'éloges parmi les acheteurs qui se concentrent sur la contrôlabilité. Il a déjà dépassé les 100 000 unités.
En mai 2021, Mitsubishi a annoncé son retrait de Soueast, mettant ainsi fin à 26 ans de coopération.
L'entreprise a été acquise par Chery en 2024 et produit actuellement des véhicules Jetour,.

## Production
Soueast Motors produit des modèles de marque Soueast, y compris les berlines V3 et V5, et une gamme de modèles Mitsubishi pour le marché chinois.

### Marque Soueast
Soueast produit les modèles suivants sous la marque Soueast:
- Soueast V3 Lingyue berline (2008)
- Soueast V5 (en) Lingzhi berline (2012)
- Soueast V6 (en) Lingshi à hayon (2013)
- Microvan Soueast C1 (en) Xiwang (anciennement, Verica)
- Minibus Soueast Delica (1996)
- Soueast DX3 (en)
- Soueast DX7 (en) Bolang SUV (2015)

Abandonné :
- Soueast Lioncel
- Soueast Freeca (en)

### Marque Mitsubishi
Soueast produit les modèles suivants sous la marque Mitsubishi:
- Lancier
- Lancer EX
- Lancer Fortis
- Galant
- Mitsubishi Zinger (en)

## Opération
Soueast possède au moins une base de production dans la ville de Qingkou, comté de Minhou, Fuzhou, province du Fujian. Ce site a probablement été agrandi à trois reprises, la deuxième phase ayant probablement été achevée vers 2009, cette année-là elle a vu une augmentation de 150% des unités produites. Au début de 2011, la capacité de production annuelle totale de tous les sites devrait bientôt atteindre 300 000 avec l'achèvement de la troisième phase de la base. La production de février 2012 était de 37% supérieure à celle de l'année précédente ce qui pourrait refléter cette capacité supplémentaire mise en ligne.

## Ventes
Au total, 96 553 voitures particulières de marque Soueast ont été vendues en Chine en 2013, ce qui en fait la 38e marque automobile la plus vendue du pays cette année-là (et la 21e marque chinoise la plus vendue).

### Note
1. ↑  Les chiffres de capacité de production peuvent considérer les moteurs et les véhicules comme des éléments distincts.